# Operacija Weserübung
Operacija Weserübung je tajno ime za napad Trećeg Reicha na Dansku i Norvešku, a ta operacija ujedno je i početak Norveške kampanje. Ime dolazi iz njemačkog jezika, a u prijevodu znači Operacija Weser-vježba (Unternehmen Weserübung), a riječ Weser je naziv jedne njemačke rijeke.
U rano jutro 9. travnja 1940., na Wesertag ("Weser dan"), Njemačka je pokrenula invaziju na Dansku i Norvešku, zbog otvorene francusko-britanske rasprave o okupaciji navedenih zemalja. Nakon invazije Nijemci su vladama u Danskoj i Norveškoj rekli da je Wehrmacht došao u cilju zaštite njihovih zemalja, neutralnih država, protiv francusko-britanske agresije. Razlike u krajoliku i klimama ovu su operaciju za Njemačku učinili vrlo različitom od ostalih.
Iskrcavanje je bilo određeno na Weserzeit ("Weser vrijeme"), prema njemačkoj vremenskoj zoni, u 05:15, a prema norveškoj 04:15.

## Politička i vojna pozadina
Početkom proljeća 1939., Britanski admiralitet počeo je razmatrati Skandinaviju kao mogući položaj za ratovanje u nadolazećem sukobu s Njemačkom. Britanska Vlada nerado se našla u novome sukobu na kontinentu Europe. Britanci su započeli strategiju blokade, kojom bi neizravno, oslabili Njemačku. Njemačka industrija ovisila je o željeznoj rudi koju su dobivali iz sjeverne Švedske, a sva ta ruda prolazila je kroz norvešku luku Narvik. Kontrola norveške obale također bi poslužila kao blokada Njemačkoj.
U listopadu 1939., zapovjednik njemačke Ratne mornarice (Kriegsmarine), Veliki admiral Erich Raeder, raspravljao je s Hitlerom o opasnosti koja bi se dogodila kada bi Britanci zaposjeli norveške luke, predlažući mu, da Nijemci moraju zauzete te luke prije Britanaca. Kriegsmarine je tvrdila da bi im okupacija Norveške omogućila kontrolu nad obližnjim morima i olakšala podmorničke operacije protiv Ujedinjenog Kraljevstva. No, drugi rodovi Wehrmachta, kopnena vojska i Luftwaffe nisu se zabrinjavali toliko oko Norveške, već im je glavni cilj bio napad na zemlje Beneluksa.
Pred kraj studenoga, Winston Churchill, kao novi član Kraljevskog ratnog kabineta, predložio je miniranje norveških teritorijalnih voda, operaciju Wilfred. To bi prislilo brodove koji su prevozili željeznu rudu da plove otvorenim morem, gdje bi ih Kraljevska mornarica (Royal Navy) presretala.
Churchill je pretpostavio da bi operacija Wilfred izazvala Nijemce da reagiraju u Norveškoj. Kada bi se to dogodilo, Saveznici bi pokrenuli Plan R 4 i okupirali Norvešku. Malo kasnije, Chamberlain i Halifax odbijaju operaciju Wilfred, zbog straha da će neutralne zemlje, kao SAD loše reagirati na to. Nakon početka Zimskoga rata, između SSSR-a i Finske diplomatska politika je promijenjena, Churchill je ponovno predložio svoj plan, ali je ponovno i odbijen.
U prosincu, Ujedinjeno Kraljevstvo i Francuska počele su ozbiljan plan o tome da pomognu Finskoj. Taj plan je zahtijevao zauzimanje norveške luke Narvik, glavne luke za ukrcaj željezne rude, i zauzimanje Malmbanana, željeznicu od Narvika do Luleå u Švedskoj. Ovaj bi plan omogućio Saveznicima da okupiraju švedske rudnike željezne rude. Taj plan dobio je podršku i Chamberlaina i Halifaxa. Računali su i na suradnju Norveške, koja bi im olakšala neka legalna pitanja. Ali ni Norveška ni Švedska se nisu složile s planom, i na njega su vrlo negativno reagirale. Planiranje da se okupacija izvrši se nastavila, ali prestalo je opravdavanje iste kada je potpisan Moskovski mirovni sporazum između Finske i SSSR-a u ožujku 1940.

### Planiranje
U zabrinutosti da bi Saveznici mogli blokirati dolazak željezne rude, Hitler je zapovjedio Vrhovnom zapovjedništvu Wehrmachta (OKW) da započne planiranje invazije na Norvešku 14. prosinca 1939. Plan je bio nazvan Studie Nord i zahtijevao je samo jednu diviziju.
Između 14. i 19. siječnja, Kriegsmarine je napravila bolju inačicu ovog plana. Plan je napravljen na osnovi dva ključna faktora: prvi je bio napad iznenađenja, kojim bi se onesposobio norveški otpor i britanska invazija, a drugi, da se kao prijevoznici trupa koriste ratni brodovi koji su brži, a ne trgovački. To bi dozvolilo okupiranje svih željenih mijesta istovremeno, a dok su regularni prijevozni brodovi imali i ograničen domet. Ovaj plan je zahtijevao cijeli korpus, uključujući gorsku diviziju, padobransku diviziju, motoriziranu strijeljačku brigadu, i dvije pješačke divizije. Ciljevi ove operacije bili su:
- norveški glavni grad Oslo i obližnja naseljena područja,
- Bergen,
- Narvik,
- Tromsø,
- Trondheim i
- Stavanger.

Plan je zahtijevao i munjevit napad na kraljevine Dansku i Norvešku, što bi trebalo rezultirati i munjevitom predajom obiju država.
Dana 21. veljače 1940., za zapovjednika operacije postavljen je general von Falkenhorst. Borio se u Finskoj tijekom Prvog svjetskog rata, te je bio upoznat s arktičkim ratovanjem. Ali on je zapovijedao samo kopnenim snagama, unatoč Hitlerovoj želji da zapovijeda cjelokupnim snagama u operaciji.
Dana 27. siječnja 1940., konačni plan nazvan je operacija Weserübung. U operaciji je sudjelovao XXI. korpus, u čijem sastavu je bila 3. gorska divizija i pet pješačkih divizija. Niti jedna od njih nije dotad testirana u bitci. Satnije padobranaca bile bi upotrijebljene za zauzimanje uzletišta. Odluka da se mobilizira i 2. gorska divizija donesena je kasnije.
Cilj je bio zauzimanje Norveške i preuzmanje kontrole nad uzletištima u Danskoj diplomatskim putem. No Hitler je pokrenuo novu direktivu 1. ožujka, i tražio je zauzimanje i Danske i Norveške. To je zahtijevalo i djelovanje Luftwaffea koji bi napao lovačka uzletišta i pozicije za uzbunu. XXXI. korpus formiran je za invaziju Danske, a sastojao se od dvije pješačke divizije i 11. motorizirane brigade. Cijela operacija bila bi potpomognuta i X. zračnim korpusom, koji je u sastavu imao oko 1 000 zrakoplova.

### Natjecanje
U veljači, britanski razarač HMS Cossack abordirao je njemački tanker Altmark dok je bio u norveškim vodama, te time je ugrozio norvešku neutralnost, spašavajući ratne zarobljenike, čime isto ugrožavaju neutralnost Norveške (Altmark se obvezao da će ih pustiti čim stigne u neutralne vode). Hitler je to smatrao kao britanski pokušaj da poremeti norvešku neutralnost, te je tako još više bio odlučan da se poduzme invazija.
Dana 12. ožujka, Velika Britanija je odlučila poslati ekspedicijske snage u Norvešku u vrijeme kada se stišavao Zimski rat. Ekspedicijske snage su se počele ukrcavati 13. ožujka, ali slanje snaga je otkazano, zato što je Zimski rat završio. Britanski kabinet počeo je razmatrati Churchillovu operaciju i iskrcavanje kopnenih snaga na tlo Norveške.
Prvi njemački brodovi u invaziju su krenuli 3. travnja. Dva dana kasnije, dugoplanirana operacija Wilfred je pokrenuta, a u njoj je sudjelovao mornarički odred HMS Renown poslan u Scapa Flow gdje mu je bilo zapovijeđeno da zauzme norveške vode. Minska polja postavljena su u Vestfjord u rano jutro 8. travnja. Operacija Wilfred je završila, a dan kasnije, razarač Glowworm, započeo je potragu za izgubljenim ljudima koji su pali preko palube, a izgubili su se u akciji protiv njemačke krstarice Admiral Hipper i još dva njemačka razarača.

## Invazija na Dansku
Strateški, Danska je bila važna Njemačkoj kao odskočna pozicija da bi zauzela Norvešku, još uz to, bila je država koja je graničila s Njemačkom, i morala je biti kontrolirana. Danski položaj na Baltiku bio je od velike važnosti, a kontrolom Danske, Njemačka bi bila gospodar svih ruskih i njemačkih luka.
Mala i slaba, Danska je bila vrlo pogodna za njemačke daljnje operacije, a danska je vojska imala premale mogućnosti u obrani. U ranim jutarnjim satima, nekoliko danskih postrojbi sukobilo se s njemačkima, te su pretrpjeli određene gubitke – 16 mrtvih i 20 ranjenih. Nijemci su imali nepoznat broj žrtava, ali pri tomu su imali uništenih 12 oklopnih vozila, motocikla i nekoliko automobila. Četiri njemačka tenka bila su oštećena i jedan zrakoplov tipa Heinkel 111 je oboren. Dva njemačka vojnika bila su zarobljena.
Trenutak prije službenog početka invazije 9. travnja, njemački veleposlanik u Danskoj, Renthe-Fink, pozvao je ministra vanjskih poslova Danske Muncha i zatražio sastanak s njim. Kada su se susreli, Renthe-Fink ga je obavijestio da su njemačke trupe krenule u zaštitu Danske protiv francusko-britanskog napada. Njemački veleposlanik tražio je da se danski otpor odmah prekine, i uspostavljen je kontakt između danske Vlade i njemačkih Oružanih snaga. Ako Danska ne bi pristala na zahtjeve, Luftwaffe bi bombardirao glavni grad Danske, Copenhagen.
Kako su njemački zahtjevi ispunjeni, krenulo je i prvo napredovanje, te je u 04:15 zauzet Gedser i nastavljeno je napredovanje ka sjeveru. Njemački padobranci (njemački: Fallschirmjäger) zauzeli su Storstrømski most, te utvrdu kod Masnedøa.
U 04:20, po lokalnom vremenu, 1 000 pješaka pristglo je u Copenhagensku luku i brzo zarobljavaju danski garnizon bez ispaljenog metka. Iz luke Nijemci su napredovali prema Amalienborgskoj palači s ciljem zarobljavanja danske kraljevske obitelji. Njemačke snage stigle su u kraljevsku rezidenciju, a Kraljevska gardaa je odbila prvi njemački napad na Amalienborg, što je dalo Kristijanu X. vremena da se susretne sa zapovjednikom Danske vojske, generalom Priorom. Pošto se rasprava razvukla, nekoliko zrakoplova tipa Heinkel 111 i Dornier 17 izbacilo je letke nazvane OPROP!. U letcima je pojašnjeno da će glavni grad biti bombardiran ako Danska ne kapitulira, na kraju Danska je popustila.
U 05:45, dvije skupine njemačkih Bf 110-a napale su Værløsesko uzletište i uništile Dansko zrakoplovstvo. Unatoč žestokom otporu danskih protu-zrakoplovnih topova, njemački zarkoplovi su uništili 14 danskih lovaca i teško oštetili još 14.

## Invazija na Norvešku

### Motivi za invaziju i borbeni poredak
Norveška je bila važna Njemačkoj iz dva primarna razloga: prvo, kao mornarička baza za podmornice koji bi iz norveških luka napadali savezničke prijevozne brodove, tankere i ostala pomorska vojna vozila da bi osigurali pošiljke željezne rude iz sjeverne Švedske kroz luku Narvik.  Njemačka je bila zabrinuta da Saveznici ne blokiraju put željezne rude iz Narvika, a od tuda je dolazilo 90% njemačke željezne rude.
U invaziji na Norvešku sudjelovao je XXI. korpus, pod zapovjedništvom generala von Falkenhorsta i sastojao se od sljedećih glavnih jedinica:
- 163. pješačke divizije
- 69. pješačke divizije
- 169. pješačke divizije
- 181. pješačke divizije
- 214. pješačke divizije
- 2. pukovnije 3. gorske divizije

### Kronika
- 8. travnja 1940 ., Kampfgruppe 5 opažen je od strane norveškog obrambenog plovila Pol III. Pol III je zapucao na Nijemce, a njezin kapetan Leif Welding-Olsen postao je prva norveška žrtva ranjena u ratu.
- Njemačku tešku krstaricu Blücher u Oslofjordu 9. travnja potapaju njemački topovi stari 48 godina, proizvodnje Krupp (nazvanih Mojsije i Aron, kalibra 28cm; instaliranih u Oscarsborškoj utvrdi u svibnju 1893.).
  - Njemački brodovi zaplovili su fjordom prema Oslu, kroz Drøbakške prolaze (Drøbaksundet). U jutro 9. travnja, topnici iz Oscarborške tvrđave otvorili su vatru na vodeći brod Blücher, koji je osvjetljen svijetlima oko 05.15 sati. Za dva sata, brod je, u nemogućnosti da se kreće u prolazu, bio potopljen sa 600-1 000 vojnika. Upozorenje iz tvrđave stiglo je norveškoj kraljevskoj obitelji, koja je pobjegla zajedno s nacionalnom riznicom.
- Njemački padobranci su se spustili na Fornebu, Kjevišku uzletnicu i zrakoplovnu postaju Soja – to će kasnije postati prvi napad padobranaca u povijesti;[1] među Luftwaffeovim padobrancima bio je i Reinhard Heydrich.

- Quisling je preko radija proglasio državni udar.
- Zahvaljujući potapanju Blüchera, kraljevska obitelj, Vlada i ministri izbjegli su njemačku vojsku i pobjegli;[1] Kralj Haakon odbio je predaju; Bitka za Midtskogen; bombardiran Elverum i Nybergsund; Kraljevska obitelj, kabinet, vlada i parlament zajedno s državnom riznicom bježe sjeverno od Nijemaca.
- Gradovi i sela Bergen, Stavanger, Egersund, Kristiansand, Arendal, Horten, Trondheim i Narvik okupirani su u roku od 24 sata.
- Junački, ali u potpunosti neefektivno, norveški brodovi Norge i Eidsvold u Narviku su potopljeni torpedima s velikim ljudskim gubicima.
- Prva i Druga bitka za Narvik (Kraljevska mornarica proriv Kriegsmarine).
- Njemačke snage zauzele su Narvik i iskrcale 2 000 gorskih pješaka, ali britanski kontra-napad starim brodom HMS Warspiteom i razaračkom flotilom potopili su 10 njemačkih razarača i djelovali dok im nije ponestalo streljiva i goriva.
- Razarajuće bombardiranje gradova Nybergsunda, Elveruma, Åndalsnesa, Moldea, Kristiansunda, Steinkjera, Namsosa, Bodøa, Narvika – neki od njih su taktički bombardirani, a nad nekima je izvršen teror.
- Opće napredovanje Nijemaca ka Oslu sa superiornijim oružjem, norveški vojnici imali su prastaro oružje a bili su potpomognuti nekim britanskim i francuskim trupama. Ovo je bila prva kopnena bitka između Ujedinjenog Kraljevstva i Njemačke u Drugom svjetskom ratu.
- Kopnene bitke kod Narvika: Norveške i savezničke snage (francuska i poljska vojska) bile su pod zapovjedništvom generala Fleischera i postižu prvu veću pojedu protiv Wehrmachta, te slijedi taktičko povlačenje Saveznika.
- S evakuacijom kralja i kabineta iz Molda u Trmosu 29. travnja, i savezničkog povlačenja iz Åndalsnesa 1. svibnjaotpor u južnoj Norveškoj je završen.
- Posljednja utvrda Hegra odupirala se njemačkim napadima do 5. svibnja.
- Kralj Haakon, Olav V, i kabinet izbjegli su iz Tromsøa 7. lipnja (s britanskim kruzerom) da predstavljaju Norvešku u izbjeglištvu (Kralj se vratio u Oslo na isti dan pet godina kasnije); Princeza Märtha Louise i njezina djeca odbili su azil u Švedskoj i iz Petsama u Finskoj izbjegli u SAD.
- Norveška je kapitulirala (iako su se neki nastavili boriti kao Pokret otpora sve do njemačke kapitulacije 8. svibnja 1945.) 10. lipnja 1940., dva mjeseca poslije Wesertaga, Norveška je postala jedna od zemalja koje je okupirala Njemačka, no pružala je najdulji otpor što je mogla.

U dalekome sjeveru, norveške, francuske i poljske trupe, podržane Kraljevskom mornaricom i Kraljevskim zrakoplovstvom, borili su se protiv Nijemaca oko kontrole luke Narvik, važne za izvoz željezne rude, jer je švedska luka Luleå zaleđena zimi. Nijemci su odbačeni iz Narvika 28. svibnja, ali zbog situacije u Europi savezničke trupe su povučene u Operaciji Alphabet. Nijemci su preuzeli Narvik 9. lipnja. Civilno stanovništo je izbjeglo zbog bombardiranja Luftwaffea.

## Njemački odnosi sa Švedskom i Finskom
Operacija Weserübung nije uključivala vojni napad na Švedsku, jer nije bilo potrebe. Držeći Norvešku i Dansku, te neke baltičke obale,  Treći Reich je okružio Švedsku sa sjevera, zapada i juga; a istočno se nalazio Sovjetski Savez, nasljednica Rusije, velikog neprijatelja Švedske i Finske.
Švedsku i finsku trgovinu kontrolirao je Kriegsmarine. Kao posljedica, Nijemci su tražili od Švedske da dozvoli njemačkim vojnicima na dopustu da ostave svoju opremu i oružje u Norveškoj i preko Švedske stignu u Njemačku. Dana 18. lipnja 1940 postignut je sporazum. Ukupno 2.14 milijuna njemačkih vojnika, i više od 100 000 željezničkih vagona prešlo je preko švedske granice. Sporazum je bio obustavljen 20. kolovoza 1943.
Dana 19. kolovoza 1940. Finska je pristala na to da dopusti slobodan prijelaz njemačkoj vojsci kroz njezin teritorij, sa sporazumom potpisanim 22. rujna 1940. Slobodan prolaz rabili su vojnici i prenosila se vojna oprema, uglavnom iz sjeverne Norveške. Kasnije će taj promet porasti s pojavom Operacije Barbarossa.

## Vanjske poveznice
Sestrinski projekti
|  | Zajednički poslužitelj ima još gradiva o temi Operacija Weserübung |